# 추자대교
추자대교(楸子大橋)는 제주특별자치도 제주시 추자면의 상추자도와 하추자도를 잇는 교량이다. 이 교량은 1972년 완공되었으나 1993년 붕괴되었다. 이후 교량을 새로 지어 1995년에 완공되었다.

## 개요

### 구 추자대교
1964년 북제주군에서 제대로 된 도로 하나 없는 추자면 일대에 도로 개설 필요성을 느껴 건설부와 제주도청에 건의해 1965년 지방도 제1114호선으로 지정되었다. 지방도 지정 후 1966년부터 상추자도와 하추자도를 잇는 이 다리 공사가 착공되어 1972년에 완공되었다. 처음 가설된 추자교는 길이 156m, 너비 3.4m, 설계하중 13.5t의 규모였다.
1993년 4월 11일 추자교가 붕괴하여 2명이 사망하는 사고가 발생했다. 북제주군은 이 사고 이후 응급 복구에 나서 임시 가교를 설치하고 같은 해 5월부터 통행을 재개시켰다.
2년 뒤인 1995년 4월 27일 새로운 추자교가 완공되면서 기존 추자교는 해체 후 인공어초로 활용하기 위해 슬래브와 교각 등을 16개로 절단해 추자면 묵리 해상에 투하되었다. 현재는 교각 및 교대 일부만 남아있다.

### 신 추자대교
기존 추자교는 너비 3.4m, 설계하중 13.5t의 규모에 불과해 차량 통행하는 데 애로사항이 많았는데, 유일하게 상추자도와 하추자도를 잇는 다리라서 이러한 사정에도 불구하고 하중량을 초과한 차량들이 지속적으로 통행해 다리에 심각한 영향을 주었다. 이 때문에 1989년 안전 진단을 실시한 결과 붕괴위험이 있는 것으로 조사되었으며 이에 따라 북제주군에서는 1992년 7월부터 새로운 다리를 건설하려고 했으나 정부의 지원 등이 미비해 제대로 추진되지 못하고 있었다.
그러던 중 1993년 4월 11일에 발생한 추자교 붕괴 사고로 인해 새로운 다리 건설 추진이 급속도로 진행되었고, 이에 힘입어 당시 금액으로 사업비 30억원이 투입돼 붕괴된지 약 2년만인 1995년 4월 27일 완공되어 5월 3일에 개통했다. 새로 건설된 추자대교는 길이 212m, 폭 8.6m이며, 설계하중은 18t으로 올려 차량 통행에 제한이 없게 되었다.

## 추자교 붕괴 사고
구 추자교는 건설할 때 수차례에 걸쳐 건설업체가 바뀌어 부실공사의 우려가 있었다. 결국 완공된지 10년만에 교각과 슬래브 등 여러 곳에 균열이 발생되었고, 1989년 안전 진단을 실시한 결과 붕괴위험이 있는 것으로 조사되었다. 하지만 추자교는 하추자도와 상추자도를 잇는 유일한 다리였기 때문에 차량 통행이 계속 이루어지게 하기 위해 1989년 10월부터 4.5t 이상의 차량 운행을 금지하고 1990년 8월부터 2개월여에 걸쳐 보수 공사를 실시했었다.
하지만 1993년 4월 11일 오후 1시 30분경 새로운 추자대교를 건설하기 위해 공사 자재 등을 실은 15t 덤프트럭이 이 다리를 건너다가 하중을 견디지 못하고 약 30m 가량이 붕괴하는 사고가 발생했다. 이 때 덤프트럭에는 공사 자재 뿐만 아니라 운전자를 포함한 3명이 탑승하고 있었는데 다리 붕괴로 트럭이 바다로 빠지면서 운전자는 헤엄쳐 나와 가까스로 목숨을 건졌지만 나머지 동승객 2명은 숨지고 말았다.
조사 결과 이 트럭 운전자는 1989년부터 4.5t 이상의 차량 통행 금지를 어기고 상습적으로 트럭에 공사 자재를 실어 이 다리를 다닌 것으로 밝혀졌고, 경찰은 운전자 및 당시 교량 공사 현장소장을 도로법위반, 업무상과실치사 혐의로 구속했다. 또한 이 사고의 책임을 물어 당시 북제주군 군수가 직위해제되었다.
한편 북제주군에서는 사고 후 한국건설안전기술원에 의뢰해 다리의 나머지 구간에 대한 안전진단을 거쳐 5월 말까지 응급 복구해 6월부터 다시 통행을 재개하였다.